# Färöische Fußballmeisterschaft 1958
Die Färöische Fußballmeisterschaft 1958 wurde in der Meistaradeildin genannten ersten färöischen Liga ausgetragen und war insgesamt die 16. Saison. Sie startete am 11. Mai 1958 mit dem Spiel von KÍ Klaksvík gegen HB Tórshavn und endete am 3. August 1958.
Meister wurde Titelverteidiger KÍ Klaksvík, die den Titel somit zum dritten Mal in Folge und zum achten Mal insgesamt erringen konnten. Zum zweiten Mal nach 1952 entschied der bessere Torquotient die Meisterschaft.
Im Vergleich zur Vorsaison verbesserte sich die Torquote auf 5,16 pro Spiel, was den höchsten Schnitt seit 1949 bedeutete. Die höchsten Siege erzielten B36 Tórshavn mit einem 7:2 im Heimspiel gegen VB Vágur, was zugleich das torreichste Spiel darstellte, B36 Tórshavn mit einem 6:1 im Auswärtsspiel gegen TB Tvøroyri sowie KÍ Klaksvík mit einem 5:0 im Heimspiel gegen TB Tvøroyri.

## Modus
In der Meistaradeildin spielte jede Mannschaft an acht Spieltagen jeweils zweimal gegen jede andere. Die punktbeste Mannschaft zu Saisonende stand als Meister dieser Liga fest, eine Abstiegsregelung gab es nicht.

## Saisonverlauf
Die Meisterschaft wurde zwischen KÍ Klaksvík und HB Tórshavn entschieden. Während KÍ das Heimspiel am ersten Spieltag gegen HB mit 2:1 gewinnen konnte und die nächsten fünf Spiele ebenfalls siegreich war, verlor HB am vierten Spieltag das Auswärtsspiel gegen TB Tvøroyri mit 2:4, wodurch der Abstand auf KÍ auf vier Punkte anwuchs. Am vorletzten Spieltag verlor KÍ auswärts gegen VB Vágur mit 0:2, so dass die Entscheidung am letzten Spieltag im direkten Aufeinandertreffen fiel. HB siegte in seinem Heimspiel gegen KÍ mit 3:0 und beide Mannschaften waren somit punktgleich. So gab der Torquotient, der bei KÍ Klaksvík höher ausfiel, den Ausschlag um den Titel.

## Abschlusstabelle
| Pl. | Verein          | Sp. | S | U | N | Tore    | Quote | Punkte |
| --- | --------------- | --- | - | - | - | ------- | ----- | ------ |
| 1.  | KÍ Klaksvík (M) | 8   | 6 | 0 | 2 | 023:800 | 2,88  | 12:40  |
| 2.  | HB Tórshavn (P) | 8   | 6 | 0 | 2 | 025:130 | 1,92  | 12:40  |
| 3.  | B36 Tórshavn    | 8   | 4 | 0 | 4 | 026:250 | 1,04  | 08:80  |
| 4.  | TB Tvøroyri     | 8   | 3 | 0 | 5 | 016:270 | 0,59  | 06:10  |
| 5.  | VB Vágur        | 8   | 1 | 0 | 7 | 013:300 | 0,43  | 02:14  |

Platzierungskriterien: 1. Punkte – 2. Torquotient
| (M) | Meister 1957     |
| (P) | Pokalsieger 1957 |

## Spiele und Ergebnisse
|              | B36    | HB  | KÍ  | TB  | VB  |
| ------------ | ------ | --- | --- | --- | --- |
| B36 Tórshavn |        | 2:3 | 1:3 | 4:3 | 7:2 |
| HB Tórshavn  | 6:2    |     | 3:0 | 2:1 | 4:2 |
| KÍ Klaksvík  | 0-:- 1 | 2:1 |     | 5:0 | 4:1 |
| TB Tvøroyri  | 1:6    | 4:2 | 0:4 |     | 3:1 |
| VB Vágur     | 2:4    | 0:4 | 2:0 | 3:4 |     |

## Spielstätten
| Mannschaft   | Stadion        | Spielort |
| ------------ | -------------- | -------- |
| B36 Tórshavn | Gundadalur     | Tórshavn |
| HB Tórshavn  | Gundadalur     | Tórshavn |
| KÍ Klaksvík  | Við Djúpumýrar | Klaksvík |
| TB Tvøroyri  | Sevmýri        | Tvøroyri |
| VB Vágur     | Á Eiðinum      | Vágur    |

## Nationaler Pokal
Im Landespokal gewann TB Tvøroyri mit 5:3 gegen HB Tórshavn. Meister KÍ Klaksvík trat nicht im Pokal an.